# Démesvar Delorme
Démesvar Delorme (* 10. Februar 1831 in Cap-Haïtien; † 25. Dezember 1901 in Paris) war ein haitianischer Schriftsteller, Politiker und Diplomat. Er nahm an der gescheiterten Rebellion von Sylvain Salnave gegen Präsident Fabre Geffrard im Jahr 1865 teil. Zwei Jahre später wurde Salnave Präsident und machte Delorme zu seinem Außenminister, später zum Minister für öffentliche Bildung und Kultus.

## Biografie
Delorme wurde im Februar 1831 in Cap-Haïtien geboren. Am 7. Mai 1842 wurde er Zeuge des Erdbebens, das die Gemeinden an der Nordküste Haitis zerstörte.
Als Journalist gründete er die Zeitung L’Avenir, in der er eine liberale Auffassung der Republik vertrat und die von den Machthabern verboten wurde. Daraufhin ging er in die Politik und wurde 1862 zum Abgeordneten von Cap-Haïtien gewählt. Er schloss sich der parlamentarischen Opposition an. Das Mandat endete mit Auflösung der Nationalversammlung im Jahr 1863. Kurzzeitig widmete er sich dem literarischen Schaffen. 1865 nahm er zusammen mit Sylvain Salnave an der Rebellion gegen Präsident Fabre Geffrard teil, die zu einem Eingreifen der britischen Marine führte, wodurch Geffrard sich noch einige Monate im Amt halten konnte.
Nach dem Sturz Geffrards, der 1867 zurücktrat, und vor allem nach der Wahl seines Freundes Salnave zum Präsidenten der Republik trat er in die Regierung ein und bekleidete dort verschiedene Posten als Außen- und Kultusminister. Doch kam es zu Unstimmigkeiten zwischen den beiden ehemaligen politischen Freunden. 1868 musste er seine Ministerämter aufgeben und ging ins Exil, während in Haiti das Regime von Salnave zusammenbrach.
Delorme ging nach Frankreich und ließ sich von 1868 bis 1877 in Paris nieder. Dort verkehrte er mit französischen Persönlichkeiten aus Literatur und Politik wie Victor Hugo, Alphonse de Lamartine und Hippolyte Taine. Er veröffentlichte verschiedene Pamphlete, Romane und politische Essays, in denen er sich für die Beteiligung von Intellektuellen an der politischen Macht einsetzte.
Er kehrte nach Haiti zurück und wurde 1878 erneut zum Abgeordneten in der Nationalversammlung gewählt. Präsident Salomon nahm ihn in Haft und verurteilte ihn in einem Schnellverfahren zum Tode. Begnadigt und freigelassen trat er am 17. Juli 1879 einem Komitee für öffentliche Ordnung bei, das von der Nationalen Partei gebildet und in dem Delorme stellvertretender Vorsitzender wurde. Dieses Komitee wurde bald wieder aufgelöst, als eine provisorische Regierung unter Joseph Lamothe eingesetzt wurde.
Im Jahr 1884 wurde Delorme Direktor von Le Moniteur, einer großen Tageszeitung in Port-au-Prince. Dort erschien Mitte der 1880er Jahre sein neuer Roman „L'Albanaise“ als Fortsetzungsgeschichte. Unter Florvil Hyppolite wurde er 1891 und 1893 mit diplomatischen Missionen in Europa betraut, unter anderem in Berlin und im Vatikan.
Im Jahr 1901 kehrte er nur für einige Monate nach Haiti zurück und ging im selben Jahr 1901 wieder nach Paris, wo er verstarb.

## Veröffentlichungen (Auswahl)
- L’Indépendance d’Haïti et la France, Charolais. Paris, 1861.
- Études sur l’Amérique. La Démocratie et le préjugé de couleur aux États-Unis d’Amérique. Les Nationalités américaines et le système Monroë. Brüssel: H. Thiry-Van Buggenhoudt, 1866.
- Les Théoriciens au pouvoir. Causeries historiques. Paris, H. Plon, 1870.
- Francesca: les jeux du sort. Paris, E. Dentu, 1872-
- La Misère au sein des richesses. Réflexions diverses sur Haïti. Paris, E. Dentu, 1873.
- Le Damné. Paris: Challamel aîné, 1877.
- L’Albanaise. Romanm, Port-au-Prince, 1884.
- Les Petits; la Hollande. Brüssel, La Société belge de librairie, 1898.